# 작은가슴근
작은가슴근(Pectoralis minor muscle (/ˌpɛktəˈreɪl[미지원 입력]s ˈmaɪnər/)) 또는 소흉근(小胸筋)은 큰가슴근(대흉근, pectoralis major muscle) 아래의 가슴의 윗부분에 위치하는 가늘면서 삼각형 모양의 근육이다. 어깨뼈의 부리돌기에 붙어있는데 부리돌기에는 작은가슴근 말고도 위팔두갈래근과 부리위팔근이 붙어있다.

## 같이 보기
- 골격근
- 광배근
- 근육
- 대흉근